# Isolde Charim

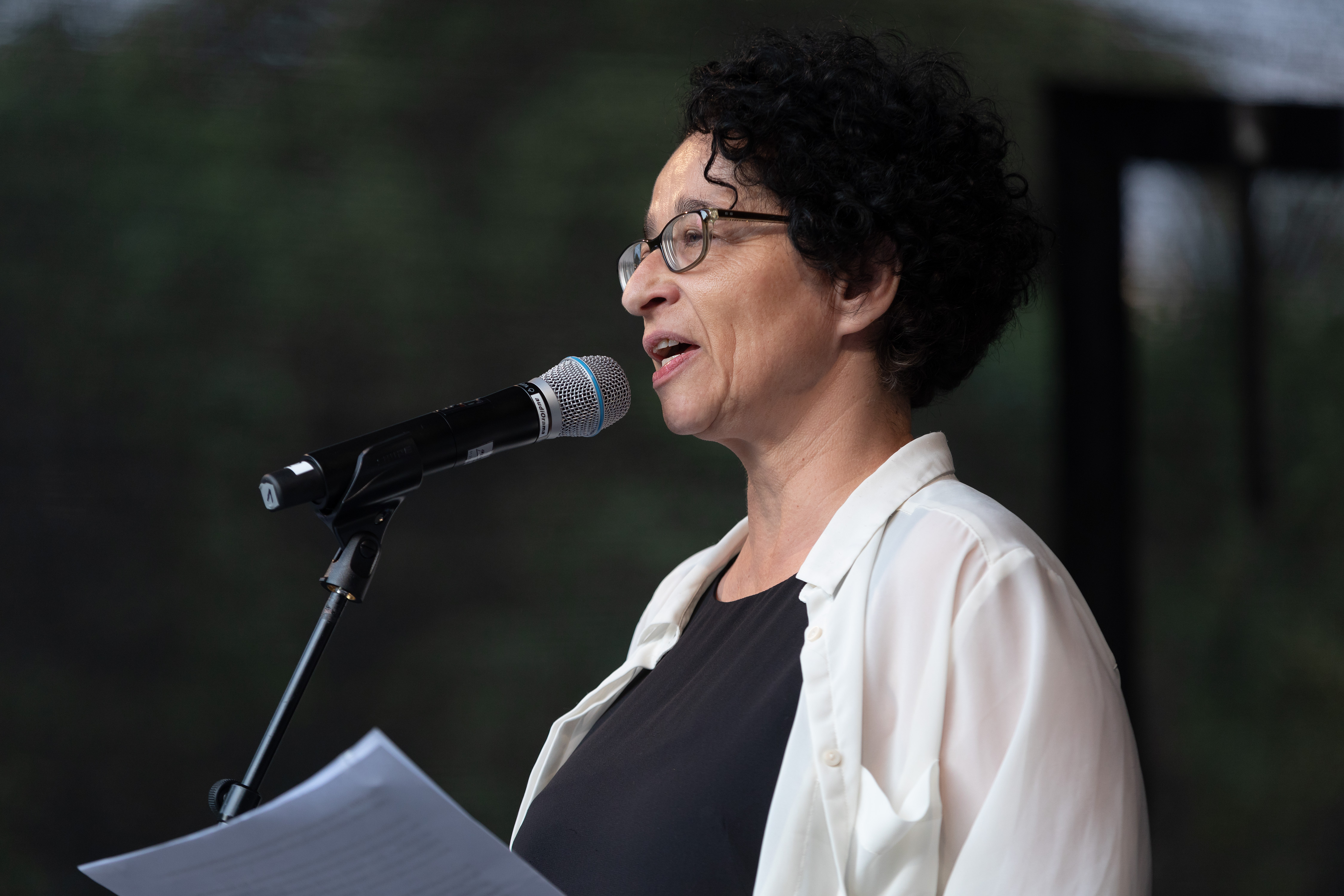
Isolde Charim (Toespraak Wenen 2018)

Isolde Charim (Wenen, 6 januari 1959) is een Oostenrijkse filosofe, journalist en columniste. Zij geldt als een precieze beschouwer en analyticus van het politieke en maatschappelijke landschap van haar vaderland. Van haar hand verscheen het spraakmakende boek Narcisme (2022). Deze term gebruikt zij niet als een vorm van eigenliefde, maar meer als beschrijving van de mens van tegenwoordig, die zichzelf als middelpunt van het heelal ziet.

## Leven
Haar persoonlijke achtergrond is getekend door de Tweede Wereldoorlog, want bijna haar hele familie is tijdens de Holocaust vermoord. In de jaren vijftig kwamen haar ouders, die tijdens de oorlog naar Palestina gevlucht waren, naar Wenen. Charims vader werkte er als correspondent voor de Israëlische krant Haaretz.
Het overheersende gevoel tijdens haar jeugd was een vorm van verzet. Niet aan de voorgeschreven normen willen voldoen en niet de gebaande paden volgen. Tegelijkertijd had ze nog geen vastomlijnd  idee van haar eigen identiteit. Later ging Isolde studeren aan de Vrije Universiteit Berlijn. Een stad, die ze lelijk vond, maar dat sprak haar juist aan. Ze was opgegroeid achter de prachtige façades, die in Wenen, met haar nationaalsocialistische verleden, waren opgetrokken. De zichtbare sporen in Duitsland van de oorlog, zoals inslagen van kogels, vormden voor haar een grote bevrijding.

Als lid van de kleine Joodse minderheid in het Wenen van de zestiger en zeventiger jaren kreeg ze een andere kijk op de politiek. Er bestond een dominante en zeer duidelijke definitie, wie wel en geen echte Oostenrijker was. Haar werd duidelijk dat zij er niet bij hoorde. Zij voelde zich inwoner van een koud, grauw en benauwd land.
In 2000 organiseerde Isolde Charim een massale demonstratie tegen de toenmalige conservatieve regering in Oostenrijk. waaraan ook de extreem rechtse partij FPÖ deelnam. Driehonderdduizend mensen kwamen bijeen op de Heldenplatz in Wenen. Tegenwoordig ziet ze dat de houding tegenover de politiek veranderd is. Ze mist de strijdbaarheid en een energieke tegenbeweging en ziet eerder een vorm van passieve overgave. Charim werkt als columnist voor de Tageszeitung,  de Wiener Zeitung en het tijdschrift Falter.
Sinds 2007 is ze ook als conservator verbonden aan het Bruno Kreisky Forum, een organisatie die de dialoog in de maatschappij probeert te bevorderen.
Daarnaast doceerde zij aan de Faculteit Wijsbegeerte en Onderwijskunde van de Universiteit van Wenen.

## Pluriforme samenleving
Een pluriforme samenleving is een maatschappij waarin verschillende groepen mensen met elkaar samenleven. Verschillende religieuze groepen of mensen van verschillende etnische herkomst; ieder met zijn eigen cultuur en gewoonten. Tot voor kort bestond er een zeker machtsevenwicht tussen de overheid, de kerk, de vakbeweging en andere organen die de belangen van het individu behartigden. In  haar boek Ich und die Anderen uit 2018 buigt Charim zich over het thema identiteit in een pluriforme samenleving. Hierin betoogt zij dat het veel ingewikkelder is om te beschrijven wat normaal is en niet, waar de scheidslijn tussen meerderheid en minderheid loopt en tot welke groep men behoort. Werkelijke integratie lijkt moeilijker dan ooit.
De filosofe constateert dat er geen sprake meer is van een homogene maatschappij. Het individualisme viert hoogtij, terwijl de identiteit tegelijkertijd niet meer vastligt. Charim vergelijkt de situatie met die van de emigranten, die in de 19e eeuw naar Amerika vertrokken:
Bij aankomst moesten ze een hal binnengaan, hun kleren uittrekken en daarna verkleed als Amerikanen weer naar buiten gaan. Dit overgangsritueel speelt zich nu ook af bij het fenomeen migratie versus integratie.
De eigenstandige cultuur ligt niet meer vast, en daarmee is er ook geen duidelijkheid, wie bij wat hoort. Iedereen is anders en wordt door zijn omgeving beïnvloed, of je het nu wilt of niet. Deze verwarring is, volgens haar, een verklaring waar het opkomend fundamentalisme en populisme  vandaan komt. Zoals Charim het formuleert: "Het weten, de ervaring van het verschil met de ander, sluipt ongemerkt in ons. Hoe je ook tegenover die verschillen staat."

## Onbehagen
Het onbehagen in de samenleving is een gevolg van de onhaalbare idealen, die de mens zichzelf aanpraat, schrijft Charim in Narcisme. De ondertitel van dit boek luidt: Over vrijwillige onderwerping. Narcisme en vrijwillige onderwerping lijken in tegenspraak met elkaar. Maar de filosofe betoogt dat mensen zich maar al te graag aan een geloof of ideaal onderwerpen, wanneer zij zich erdoor aangesproken voelen. De term narcisme gebruikt zij niet als een vorm van eigenliefde, maar meer als beschrijving van de mens van tegenwoordig, die zichzelf als middelpunt van het heelal ziet. Alles is erop gericht om de beste versie van hemzelf te worden.
Als bewijs van haar stelling wijst Charim op de vele mensen die hun hele leven uitventen op de sociale media. Complotdenkers die hun speciale inzichten met iedereen willen delen. Van queeractivisten tot vaccinweigeraars, iedereen zoekt naar bevestiging, dat hij of zij net zo goed is, denkt en leeft als hun medestanders. Daardoor dreigt de samenleving als bindend geheel uit elkaar te vallen. Het ideaal heeft voortdurend bevestiging nodig. Net als het ego is de factor succes een narcistische kwelling. Hij, die werkelijk succesvol is, zal altijd naar meer (succes) verlangen.
Algemene geldende normen, zoals gelijkheid voor iedereen, lijken er minder toe te doen. Het ik-ideaal staat voorop, maar volgens Charim, is dit een valkuil. Het ego heeft geen eindpunt en het heeft nooit genoeg. Bovendien is het asociaal, omdat de hele omgeving en andere mensen hieraan ondergeschikt raken.
Volgens de NRC is het de verdienste van Charim, dat zij  de hete hangijzers van onze tijd uit de maatschappijkritiek wegtrekt. Polarisatie, woke  en de anti-genderbeweging krijgen van haar een filosofische verklaring.
Volgens Bas Heijne is het boek Narcisme geen moralistische verhandeling over het verregaande individualisme, maar geeft het een nauwgezette analyse van de hedendaagse, welvarende mens.

## Vrijwillige dwang
Handelen uit vrije wil is volgens Charim niet hetzelfde als werkelijk vrij zijn. Ze verbaast zich erover dat mensen vaak akkoord gaan met de status quo, zonder zich af te vragen of deze werkelijk voordelig voor hun is. Zij baseren zich louter op de inhoud van de boodschap en niet op de algemene regels van gezond verstand. De meeste mensen zijn ontvankelijk voor positieve prikkels en vormen van manipulatie, eerder dan door dwang of overtuiging
In bepaalde omstandigheden overheerst de illusie van vrijwilligheid  en overgave. Ze refereert aan de schrijver/filosoof Étienne de La Boétie en zijn vertoog over de combinatie van vrijwilligheid en dienstbaarheid oftewel een vrijwillige dwangrelatie. Mensen, steden en volkeren zijn bereid om de macht van een tiran te verdragen, mits deze bereid is om de massa af en toe een kruimel hoop op betere tijden toe te werpen. Dan zijn de onderdanen geneigd om zijn heerschappij te aanvaarden. Sterker nog, zij stemmen ermee in, omdat ze menen dat ze hierdoor juist meer macht krijgen. Maar de meeste mensen realiseren zich niet, zegt Charim, dat ze zich alleen maar kunnen bevrijden door niet langer te dienen.
In navolging van Spinoza  verklaart zij dat gehoorzaamheid het best werkt, wanneer zij  niet van buiten lijkt te zijn opgedrongen. Maar aansluit bij een innerlijke relatie, waar men naar op zoek was. Godsdienst is het prototype van deze vorm van onderwerping. Wanneer God onzichtbaar is, brengt hij niemand in beweging. Dit gebeurt pas, wanneer hij een beeld geworden is, dat aansluit op de menselijke emoties. Charim schrijft: "Alleen zo’n God houdt van mij. Dat wil zeggen, alleen hij houdt van mij ‘boven alle anderen’, zoals Spinoza het noemt. En dat is essentieel, want het betekent: hij ziet mij. Hij bedoelt mij."

## Een aansprekend voorbeeld
In navolging van de Franse filosoof Louis Althusser gebruikt Charim de term Interpellation oftewel Aanspreking. Dit mechanisme beschrijft het menselijk subject als een constructie, waarbij de bouwstenen voortdurend wisselen. Het hangt van het moment af, wanneer men zich aangesproken voelt.
Bij een religie lijkt het alsof de gelovige God aanroept. Voorwaarde is wel dat men gelooft dat hij ons hoort. Charim noemt dat een secundaire aanspreking. Een aanspreking uit tweede hand. 
Hetzelfde geldt voor de koning, de staat, de vader als begrip. Ze mogen dan verschillend van aard zijn, in onze gedachten staan ze ingebeeld als Het Gezag, dat een beroep kan doen op alle onderdanen. 
Zo werkt het ook bij instituties, symbolen, ceremonies en tradities. Ze banen zich een weg, totdat zij het individu raken. Ook politieke partijen en culturele organisaties doen een aanbod en geven de mogelijkheid tot het verder vormen van de identiteit. Al vullen ze elkaar aan, ze kunnen ook elkaar tegenspreken.
De aanspreking, de interpellatie, is dus aan ons. Ze richt zich tot ons. Ze bereikt ons wanneer we haar horen.  Maar we volgen haar niet op zoals we een bevel opvolgen. We volgen haar op door te antwoorden. Door te zeggen: ja, dat ben ik. Die persoon ben ik. Precies die. Dan aanvaarden we de naam, de plaats,  de identiteit die het ons aanbiedt.
Vrijwillige onderwerping is op deze manier een constant mechanisme, dat een leven lang in werking is.